# Nagy foltos kivi
A nagy foltos kivi, vagy nagy kivi (Apterygidae) a madarak osztályának struccalakúak (Struthioniformes) rendjébe, a kivifélék (Apterygidae) családjához tartozó faj.

## Elterjedése
Új-Zéland déli szigetének erdeiben él.

## Megjelenése
A hímek 50-60 centiméter magas, 1,2-2,6 kilogramm súlyú, a tojó valamivel nehezebb, súlya 1,5-3,3 kilogramm között változik. Lapos szegycsontú, röpképtelen madár. A becslések szerint kb. 20 000 példánya él.

## Életmódja
Éjszakai madár, a nappalokat ürege mélyén tölti, éjjel pedig az erdők, bozótos területek talajában lakó lárvákkal, rovarokkal, puhatestűekkel táplálkozik.

## Szaporodása
Földbe vájt fészkébe egy tojást tojik, mely a madár súlyának 25%-át teszi ki.

## Külső hivatkozás
- Képek az interneten a fajról